# كرستوماسي البرامج
في البرمجة  كرستوماسي البرامج هو مجموعة من البرامج المتشابهة المكتوبة بلغات برمجية مختلفة, بغرض توضيح الفروق في الصياغة و المفاهيم و المصطلحات بين اللغات, أوضح مثال على ذلك مشروع ايه سي إم لتجميع برنامج أهلا بالعالم بكل اللغات.
يعتقد أن إريك ريموند هو أول من أستخدم المصطلح في موقع مختص بتاريخ الحاسوب, المصطلح يناظر المصطلح الأدبي كرستوماسي.

## وصلات خارجية
- شفرة رشيد.
- قياس أداء لغات البرمجة.
- 99 زجاجة بيرة, بأكثر من ألف لغة
- شفرة تعمية استبدالية (ROT13) في لغات عدة نسخة محفوظة 3 أكتوبر 2008 على موقع واي باك مشين..